# Skipjack (U-Boot, 1959)
Die USS Skipjack (Kennung: SSN-585) war das Typschiff der Skipjack-Klasse. Das Atom-U-Boot wurde am 29. Mai 1956 bei Electric Boat in Groton auf Kiel gelegt und lief am 26. Mai 1958 vom Stapel. Die Übergabe an die Flotte war am 15. April 1959. Erster Kommandant war Commander W. W. Behrens, Jr.
Das Design der Skipjack war in vieler Hinsicht neuartig, angefangen mit dem tropfenförmigen Rumpf, der erstmals bei der noch konventionell angetriebenen Albacore Verwendung gefunden hatte. Die Tiefenruder waren an beiden Seiten des 7 Meter hohen, schmalen und langgestreckten Turms angebracht; dies waren nunmehr die einzigen aus dem Rumpf ragenden Bauteile. Eine Schraube hinter dem Ruder machte das Schiff sehr manövrierfähig. Der Reaktor vom Typ S5W der Firma Westinghouse war eine erheblich leistungsfähigere Weiterentwicklung des auf der Nautilus eingesetzten Typs und ermöglichte bis zu 100.000 Seemeilen Fahrt bei voller Kraft. Er wurde danach bis in die Mitte der 1970er Jahre auf allen Atom-U-Booten der US Navy eingebaut, bis dann auf den Schiffen der Los-Angeles-Klasse der S6G-Druckwasserreaktor von General Electric zum Einsatz kam.
Die Skipjack wurde am 19. April 1990 aus dem Schiffsregister der US Navy gestrichen. Am 17. März 1996 wurde sie zum 'Nuclear Powered Ship and Submarine Recycling Program" in Bremerton, Washington, eingebracht. Die Abrüstung war am 1. September 1998 beendet.